# Arthrostylidium grandifolium
Arthrostylidium grandifolium är en gräsart som beskrevs av Emmet J. Judziewicz och Lynn G. Clark. Arthrostylidium grandifolium ingår i släktet Arthrostylidium och familjen gräs. Inga underarter finns listade i Catalogue of Life.